# Az FBI által legkeresettebb tíz bűnöző listája

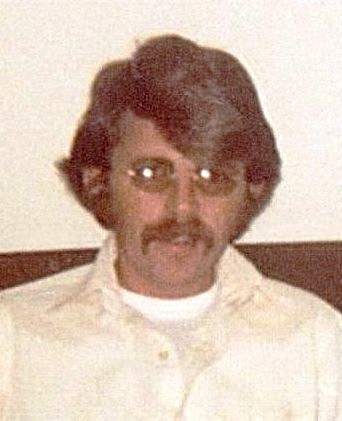
1996. május 19-én Leslie Isben Rogge lett az első olyan bűnöző, akit az interneten közzétett lista segítségével fogtak el

Az amerikai Szövetségi Nyomozóiroda (FBI) által legkeresettebb tíz bűnöző listája (angolul: FBI Ten Most Wanted Fugitives) egy 1949 óta létező körözési lista. J. Edgar Hoover akkori FBI-igazgató és William Kinsey Hutchinson, az International News Service (az United Press International elődjének) főszerkesztője az FBI „legnehezebb fiainak” elfogásának elősegítésére törekedett. A köztük zajló megbeszélés publikus cikké vált, amely annyira pozitív sajtóvisszhangot kapott, hogy 1950. március 14-én az FBI hivatalosan is bejelentette a listát, hogy növelje a bűnüldözőszervek által elkapott veszélyes szökevények számát.
Személyeket általában elfogásuk, haláluk vagy az ellenük folyó büntetőeljárások megszüntetése esetén távolítanak el a listáról; ekkor az üres helyekre az FBI új neveket helyez. Az FBI döntése alapján 2021-ig 11 esetben, „a társadalom számára különösen veszélyes fenyegetést továbbá nem jelentő” személy került levételre a listáról. Az 1984-ben a listához adott Machetero tag, Víctor Manuel Gerena szerepelt a listán a leghosszabb ideig, 32 évig. A legrövidebb időt Billie Austin Bryant töltötte a listán, aki csak két óráig szerepelt 1969-ben. 2019. május 28-tól a nyolcvan éves Eugene Palmer a listára valaha került legidősebb személy.
Ritka alkalmakkor az FBI egy 11. személyt (Number Eleven) is hozzáad a listához, amennyiben rendkívül veszélyes, de az aktuális tíz közül egyet sem kívánnak eltávolítani. A médiában történő alkalmi rangsorállítással szemben az FBI számára nincsen első számú („#1 on the FBI’s Most Wanted List”) vagy legkeresettebb („The Most Wanted”) személy.
A listát általában nyilvános helyekre szokták kifüggeszteni, például postákban. 2014. december 4-éig 504 személy szerepelt a listán, köztük nyolc nő. Ebből 94%-ukat, 473 főt tartóztattak le vagy semlegesítettek, közülük 155 főt (31%) a nyilvánosság segítségével. 1996. május 19-én Leslie Isben Rogge lett az első olyan bűnöző, akit az internet segítségével kaptak el. Az FBI továbbá fenntart egyéb körözési listákat is, eltűnt személyekről vagy épp a tíz legkeresettebb terroristáról.
2013. június 17-én a listán addig szereplő személyek száma elérte az ötszázat. 2025. július 1-éig 537 személy – köztük tizenkét nő – szerepelt a listán, közülük 497 főt tartóztattak le vagy semlegesítettek (93%), közülük 163 főt a nyilvánosság segítségével.

## A lista frissítése
Az FBI székhelyén a Bűnügyi Nyomozóiroda (CID) mind az 56 FBI-irodát felkéri, hogy küldjenek jelölteket a tíz legkeresettebb bűnöző listájára. A jelölteket a CID és a sajtóosztály különleges ügynökei nézik át. A kiválogatott jelölteket a CID igazgatóhelyettesének küldik el jóváhagyásra, majd pedig az FBI igazgatója véglegesíti őket. Ez a folyamat sok időt vehet igénybe, így fordulhatott elő például, hogy Whitey Bulger, akit 2011. június 22-én letartóztattak a kaliforniai Santa Monicában, 2012. május 9-ig szerepelt a listán. Hasonlóképp, Oszáma bin Láden is a listán maradt még majdnem egy évig a halálát követően.

## A lista
A körözött személyekről a 1-800-CALL-FBI telefonszámon, a tips.fbi.gov weboldalon, FBI irodákban vagy amerikai külképviseleteken (Magyarországon a budapesti nagykövetségen) lehet bejelentést tenni.

| Fénykép                        | Név                               | Listához adás dátuma | Sorszám | Megjegyzések | Nyomravezetői díj |
| ------------------------------ | --------------------------------- | -------------------- | ------- | --- | ----------------- |
| Bhadreshkumar Chetanbhai Patel | Bhadreshkumar Chetanbhai Patel    | 2017. április 18.    | 514     | 2015. április 12-én Hanoverben (Maryland) leszúrta feleségét egy fánkboltban. A hatóságok szerint Patelnek Kanadában, Indiában, New Jersey, Kentucky, Georgia és Illinois tagállamokban vannak kapcsolatai. | 100 000 dollár    |
| Alejandro Castillo             | Alejandro Castillo                | 2017. október 25.    | 516     | Egy 23 éves nő, Truc Quan „Sandy” Ly Le 2006-os gyilkossági ügye miatt keresik, akivel az akkor 17 éves Alejandro Castillo korábban járt. Munkájuk során Charlotte-ban egy étteremben ismerkedtek össze. | 100 000 dollár    |
| Yulan Adonay Archaga Carias    | Yulan Adonay Archaga Carias       | 2021. november 3.    | 526     | Archaga Carias New York államban áll vád alatt zsarolással kapcsolatos összeesküvésért, kokainbeszállítással kapcsolatos összeesküvésért, gépfegyvertartásért és gépfegyvertartással kapcsolatos összeesküvésért. Ő az MS-13 állítólagos vezetője Hondurasban és állítólag az MS-13 bűnözési aktivitásának vezetője az országban, illetve biztosította a bűnszervezet közép-amerikai és amerikai ágazatát erőforrással, beleértve fegyverek, drogok és pénz. Archaga Carias állítólag több tonna kokain beszállításáért felelős, Hondurason át az Egyesült Államokba. Állítólag elrendelte és részt vett rivális csoportok tagjainak meggyilkolásában. | 5 000 000 dollár  |
| Ruja Ignatova                  | Ruzsa Ignatova                    | 2022. június 30.     | 527     | A Ponzi-rendszerű piramisjáték, a OneCoin kriptovaluta vezetőjeként körözik, miután elektronikus pénzügyi csalás, tőzsdei csalás és pénzmosás bűncselekmények miatt elítélték. 2024. június 26-án a százezer dolláros jutalmat 5 millió dollárra emelték. | 5 000 000 dollár  |
|                                | Omar Alexander Cardenas           | 2022. július 20.     | 528     | Egy los angelesi férfi meggyilkolásának ügyében keresik feltételezett érintettsége okán. A gyilkosság 2019 nyarán történt egy borbély előtt Kaliforniában. | 100 000 dollár    |
|                                | Wilver Villegas-Palomino          | 2023. április 14.    | 530     | A kolumbiai gyökerű marxista nemzetközi bűn- és terroristaszervezet, a Nemzeti Felszabadítási Hadsereg tagjaként drogcsempészet vádjával körözik. | 5 000 000 dollár  |
|                                | Fausto Isidro Meza Flores         | 2025. február 4.     | 533     | A Meza-Flores nemzetközi bűnszervezet feltételezett vezetőjeként különböző droggal kapcsolatos bűncselekmények miatt körözik. A vád szerint 2005 és 2019 között részt az Amerikai Egyesült Államokba irányuló kokain, heroin, marihuána és metamfetamin csempészetében. | 5 000 000 dollár  |
| Ryan James Wedding             | Ryan James Wedding                | 2025. március 6.     | 535     | A kanadai volt snowboard-olimpikon és drogbáró a vád szerint több ezer kilogrammnyi kokain csempészésével vádolják Kolumbiából Kanadába és az USA-ba, valamint több drogcsempészettel és -kereskedelemmel kapcsolatos gyilkosság felbujtásával is vádolják. | 10 000 000 dollár |
|                                | Giovanni Vicente Mosquera Serrano | 2025. június 24.     | 536     | A venezuelai Tren de Aragua nemzetközi bűnszervezett magas rangú vezetőjeként nemzetközi drogcsempészet és terrorszervezetek támogatása vádjával körözik. | 3 000 000 dollár  |
|                                | Cindy Rodriguez Singh             | 2025. július 1.      | 537     | Hat éves fiának, Noel Alvarez meggyilkolásával vádolják, aki 2022 októberében eltűnt. Családjával 2023 márciusában szált repülőre és utazott Indiába, miután a texasi Everman rendőrei a családvédelem kérésére látogatást tettek náluk eltűnt gyermeke miatt. | 250 000 dollár    |

## Lásd még
- A világ 10 legveszélyesebb szökevénye

## Fordítás
- Ez a szócikk részben vagy egészben  a   FBI Ten Most Wanted Fugitives című angol Wikipédia-szócikk ezen változatának fordításán alapul.  Az eredeti cikk szerkesztőit annak laptörténete sorolja fel. Ez a jelzés csupán a megfogalmazás eredetét és a szerzői jogokat jelzi, nem szolgál a cikkben szereplő információk forrásmegjelöléseként.